# 中村一葉
カズハ（韓: 카즈하、英: KAZUHA、2003年〈平成15年〉8月9日 - ）は、日本・大阪府出身のK-POPアーティスト。韓国の5人組女性アイドルグループ・LE SSERAFIMのメンバー。SOURCE MUSIC所属。本名は中村 一葉（なかむら かずは、英: Kazuha Nakamura）。

## 経歴
2003年8月9日、両親の間に一人っ子として大阪府に生まれる。
2007年、（当時3歳）母の勧めで大阪府高槻市にある橋本幸代バレエスクールに通い始め、 クラシックバレエとコンテンポラリーダンスのトレーニングを受けてきた。
2010年4月、（当時6歳）私立関西大学初等部へ入学。
2016年春、（当時12歳）私立関西大学初等部を卒業し、関西大学中等部に入学。
2017年、（当時13歳）私立関西大学中等部１年生時から、こうべ全国洋舞コンクールをはじめとする様々な大会へ出場するなど、好成績を残した。
2019年春、（当時15歳）私立関西大学中等部を卒業し、関西大学高等部へ入学。
同年4月、私立関西大学高等部1年時の夏にバレエの留学準備のために中途退学する。
2020年、関西大学高等部在学中にバレエ留学のためヨーロッパに渡り、 ロシア・モスクワのボリショイアカデミー、イギリスのロイヤルバレエスクールでの研修の後、オランダにあるオランダ国立バレエアカデミーへバレエ留学。バレエを始めて15年目になる留学一年目の頃、バレエをやっている自分に対して悩みを抱え始める。
| 「                                           | バレエをずっとしながら、これから‘私の人生でバレエだけをすること’ に対して沢山悩みました。もちろんバレエをしている間その過程が面白く、学ばせてもらう部分も多いということはいいんですよ。それと同時に‘これがほんとに私がやりたい夢なのか？’という思いもずっとありました。 | 」 |
| —カズハ（Weverseマガジンのインタビューより） | |    |

留学前にBLACKPINKのミュージック・ビデオを偶然見つけた事をきっかけに大阪で行われたBLACKPINKのコンサートに行って感化されたこともあり、
2021年、(当時17歳）HYBEのK-POPオーディションに参加。留学先のオランダからBTSのDynamiteの振り付け動画とバレエ動画を送付。
オンラインオーディションを受験後に合格。合格当時、学校でバレエ団オーディション準備と重なり悩んでいたものの、新たな道へ進むと決心して渡韓。
2022年（18歳）
4月8日4ヶ月の練習生期間を経てLE SSERAFIMのメンバーとして公開。
5月2日に「FEARLESS」でデビュー。
6月2日、個人インスタグラムを開設。
6月9日、個人インスタグラムを開設から1週間で69万人のフォロワー数を記録した。
11月6日、韓国のコスメブランドであるETUDEのモデルに任命。

## 人物

### 趣味・趣向
MBTIはENFPでメンバー内で唯一のE(外向型)であったが、［DAYOFF］LESSERAFIM'sDAY OFF season2 in JEJU EP.1で、ENFPからINFPに変わった事を明かした。
大人しいイメージを持たれがちだが、意外と明るくユーモアがあり親しみやすい。また、少し天然な一面もある。
練習生期間が短いながらも、LE SSERAFIMのデビュープロジェクトの際に合流したメンバーである。そのため韓国語がまだ完璧ではなく、書き取りをする際バンジージャンプを「バンジー政府」と書いたことがある。
チーズボールとプリンクルを好物としており、渡韓した際に初めて食べて、涙が出そうな位感動したというエピソードがある。

### パフォーマンス
K-POPと習っていたバレエの要素が混ざって調和されたダンスが特徴的で、LE SSERAFIMの楽曲である「Blue Flame」の振付の中ではI字バランスをする場面がある。また、YouTubeに公開されているこの楽曲のパフォーマンス動画のチッケムでは6人のメンバーの中で一番多く再生され話題になった。
清純な顔立ちでありながらも重低音の効いたラップを楽曲内で披露することが多く、本人は自身の重低音に対して大丈夫かと心配した部分があったとしており、「意外性がある魅力だ」という反応をもらってからは自身の重低音に対して少しずつではあるが前向きに捉えていると語っている。

### ビジュアル
韓国国民の初恋と呼ばれている女優のペ・スジに似ていて、華やかで清楚な顔立ちが特徴である。。また、大衆音楽評論家であるチョ・ウンジェはデビュー曲ステージで最初に目にとまるメンバーがカズハだと発言し、「ステージで一番に目に入るメンバー」と評価した。
元バレリーナということもあり、しなやかな肉体をしており、腹筋も縦に割れている。

## 受賞歴
| 受賞年 | 大会名                                         | 部門            | 作品名称                             | 順位                |
| ------ | ---------------------------------------------- | --------------- | ------------------------------------ | ------------------- |
| 2016年 | Japan MIE Ballet Competition                   | J1A部門         | エスメラルダVa                       | 1位                 |
| 2017年 | びわ湖洋舞コンクール                           | 中学生部門      | 眠りの森の美女第三幕よりオーロラのVa | 1位                 |
| 2017年 | World Dream Ballet Competition                 | 中学生部門      | エスメラルダVa                       | 1位・グランプリ受賞 |
| 2017年 | International Ballet Competition AsianGlanPrix | JB部門          | フロリナ王女のVa                     | 2位                 |
| 2018年 | Victoire Ballet Competition神戸                | 中学生部門      | サタネラ                             | 2位                 |
| 2018年 | こうべ全国洋舞コンクールクラッシック           | 女性ジュニア2部 | エスメラルダVa                       | 1位                 |
| 2019年 | Victoire Ballet Competition神戸                | 中学生部門      | 森の女王                             | 1位                 |

## 参加公演
| 開催年        | 公演名                | 主催                       | 備考                                 |
| ------------- | --------------------- | -------------------------- | ------------------------------------ |
| 2018年-2019年 | Youth sprit of dance  | ヴィスラフ・デュディック氏 | - ポーランド公演及び日本公演に参加   |
| 2020年        | ロミオ&ジュリエット   | ドイツ国立バレエ           |                                      |
| 2021年        | BALLET AT A GATHERING | -                          | - バレエダンサーとして最後の参加公演 |

## 出演

### テレビ番組

#### 日本

##### 2022年
- ゼロイチ (5月21日、7月2日 - 日本テレビ)[17][18][注 2]
- LE SSERAFIMのオールナイトニッポン X (6月16日 - ニッポン放送)[19][注 2]

### 雑誌

#### 韓国
2022年
- COSMOPOLITAN - 8月号 [20][注 3]
- ELLE - 8月号 [21]
- Marie Claire - 11月号 [22]

#### 日本
2022年
- SPUR - 11月号 [23]

### その他イベント

#### 日本
2023年
- ETUDE 新製品発表会 (東京都内、2023年2月9日)[24]